# Phyllangia hayamaensis
Espèce
Statut CITES
Phyllangia hayamaensis est une espèce de coraux appartenant à la famille des Caryophylliidae.